# Organización para la Prohibición de las Armas Químicas
La Organización para la Prohibición de las Armas Químicas (OPAQ) es el organismo encargado de la aplicación internacional de la Convención sobre Armas Químicas. Fue laureado en 2013 con el Premio Nobel de la Paz debido a su importante labor en ayudar a la destrucción de estas armas en la guerra civil siria. En octubre de 2017 fue elegido como director general de la organización el diplomático español Fernando Arias que asumió la responsabilidad el 30 de noviembre.

## Misión
Su misión es asegurar la destrucción de las armas químicas y evitar cualquier forma de su desarrollo o proliferación en el futuro. Para alcanzar estos objetivos, la OPAQ recibe de los Estados Parte información sobre la aplicación de la Convención y realiza las actividades de verificación establecidas en la misma.
Consta de tres órganos: la Conferencia de Estados Parte, el Consejo Ejecutivo y la Secretaría Técnica. Además cuenta con varios órganos consultivos especializados, como la Comisión de Confidencialidad y el Comité Consultivo Científico-Técnico.
- La Conferencia de Estados Parte es el máximo órgano de decisión de la Organización y, por tanto, principal responsable de la aplicación y difusión de la Convención. Está integrada por representantes de todos los Estados Parte, que se reúnen una vez al año o cuando la situación lo requiere.

- El Consejo Ejecutivo es el órgano de gobierno de la OPAQ, responsable ante la Conferencia de Estados Parte. Consta de 41 miembros, elegidos por un período de dos años, que representan a cinco grupos regionales (Asia, África, Europa del Este, América Latina y el Caribe, y Europa occidental y otros Estados). El Consejo Ejecutivo mantiene relaciones permanentes con las Autoridades Nacionales de los Estados Parte.

- La Secretaría Técnica es la encargada de llevar a cabo todas las tareas de aplicación de la Convención, recibe y procesa las declaraciones de las Autoridades Nacionales y realiza las actividades de verificación.

- La Secretaría General colabora con gobiernos, representantes de la industria química, medios de comunicación y ONG´s en la realización de todo tipo de actividades relacionadas con la difusión y aplicación de la Convención. Su director es el director general de la OPAQ, elegido por la Conferencia de Estados Parte por un periodo de 4 años renovable por otros 4 años. La organización ha tenido previamente tres directores generales: Jose Bustani de Brasil, Rogelio Pfirter de Argentina, Ahmet Üzümcü de Turquía  y la sede de la Organización se encuentra en La Haya. Desde julio de 2018 el  director general es el  diplomático español Fernando Arias.[1]

## Miembros
Casi todos los estados nacionales son miembros de la OPAQ. Las únicas excepciones son Israel, que es Estado signatario que no ha ratificado la Convención sobre las Armas Químicas, y Egipto, Corea del Norte y Sudán del Sur, que no han firmado ni se han adherido a la Convención sobre Armas Químicas. Siria fue el estado más reciente en presentar su instrumento de adhesión al tratado después del desarme químico de Siria.